# Chlaby
Chlaby (biał. Хлябы; ros. Хлябы) – wieś na Białorusi, w obwodzie brzeskim, w rejonie pińskim, w sielsowiecie Łopacin, przy drodze republikańskiej R6.
W dwudziestoleciu międzywojennym leżały w Polsce, w województwie poleskim, w powiecie pińskim, w gminie Lemieszewicze. Po II wojnie światowej w granicach Związku Sowieckiego. Od 1991 w niepodległej Białorusi.